# Sacristia Nova

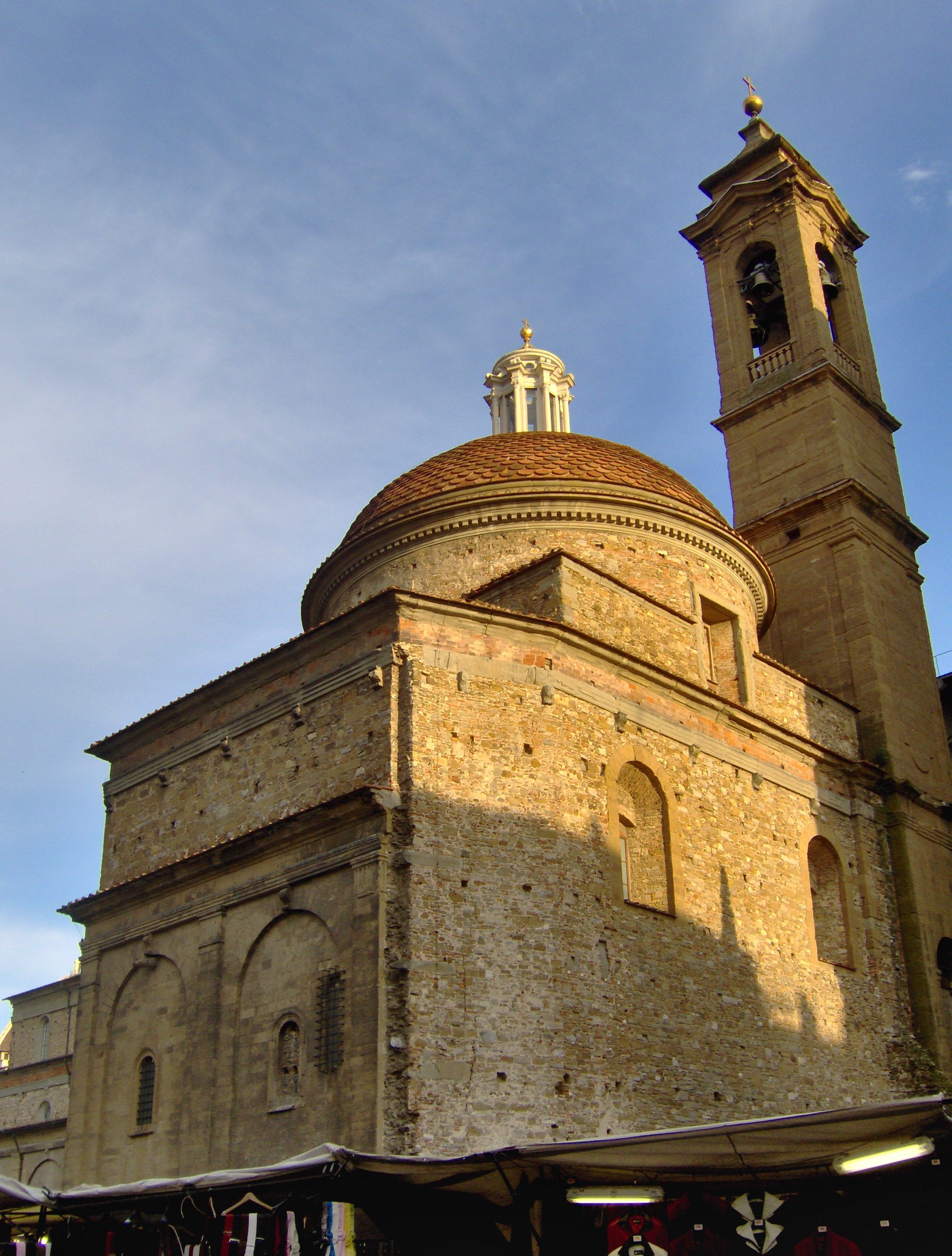
Vista externa da Sacristia Nova.

A Sacristia Nova da Basílica de São Lourenço, de Florença, é um dos principais trabalhos de Michelangelo como arquiteto e escultor. Hoje faz parte do complexo de museus das Capelas dos Médicis.

## A história
No início do século XVI os Médicis, com o fim do pontificado do papa Leão X, conseguiram obter seu primeiro título nobiliárquico.  Este fato foi uma etapa fundamental para a ascensão da família, que era até aquele momento apenas burguesa, embora incrivelmente rica e refinada. Dois parentes do papa, Juliano (seu irmão) e Lourenço (seu sobrinho) tornaram-se de fato duques, o primeiro por servir ao Rei da França (de onde vem o título Duque de Nemours), o segundo pela guerra vitoriosa (ainda que por muitos julgada irresponsável) contra o Montefeltro de Urbino, por isso Duque de Urbino.
Os dois nobres membros da família morreram jovens, ao redor dos trinta anos, e o papa, por sugestão do cardeal Júlio de Médici, futuro papa Clemente VII, quis realizar para si e para os outros membros da família, um sepulcro digno de seu status, confiando sua construção ao mais célebre artista da época, Michelangelo.  Os trabalhos se iniciaram em 1521 e foram interrompidos em 1527 devido à perseguição aos Médicis e à restauração republicana, e por eles então reprimida em 1530, quando Michelangelo, apesar de ter-se enfileirado publicamente pela República Florentina contra o seu comprometimento com os Médicis, foi novamente aceito à proteção da família com a condição de colocar-se a seu serviço, e antes de tudo concluir o projeto de São Lourenço.  
Foi terminada em 1534, quando Michelangelo partiu definitivamente para Roma, deixando incompleta a sepultura de Lourenço, o Magnífico, e seu irmão Juliano de Médici.

## Perfil arquitetônico
Feita em meio a acontecimentos tão tumultuosos, a Sacristia Nova é uma obra bem inovadora.
Partindo da mesma planta da Sacristia de Brunelleschi (também conhecida como Sacristia Velha), Michelangelo divide o espaço de forma bem complexa, tratando as paredes com planos em vários níveis, com plena liberdade.  Sobre esses planos acrescentou elementos clássicos como arcos, pilastras, balaústres e capitéis dispostos em figuras e esquemas completamente novos e harmoniosos. Também a cúpula bem arredondada foi uma novidade e hoje se vê como uma antecipação da cúpula da Basílica de São Pedro que foi projetada por Michelangelo em idade avançada, 30 anos depois da Sacristia.  Originariamente Michelangelo havia concebido um monumento isolado no centro da sala, mas, depois de uma discussão com o contratante, mudou, tratando de colocar as tumbas dos Capitani (os dois Duques) encostadas no centro das paredes laterais, enquanto as dos Magnifici (Lourenço e Juliano), ambas encostadas à parede do fundo, defronte ao altar.

## As esculturas

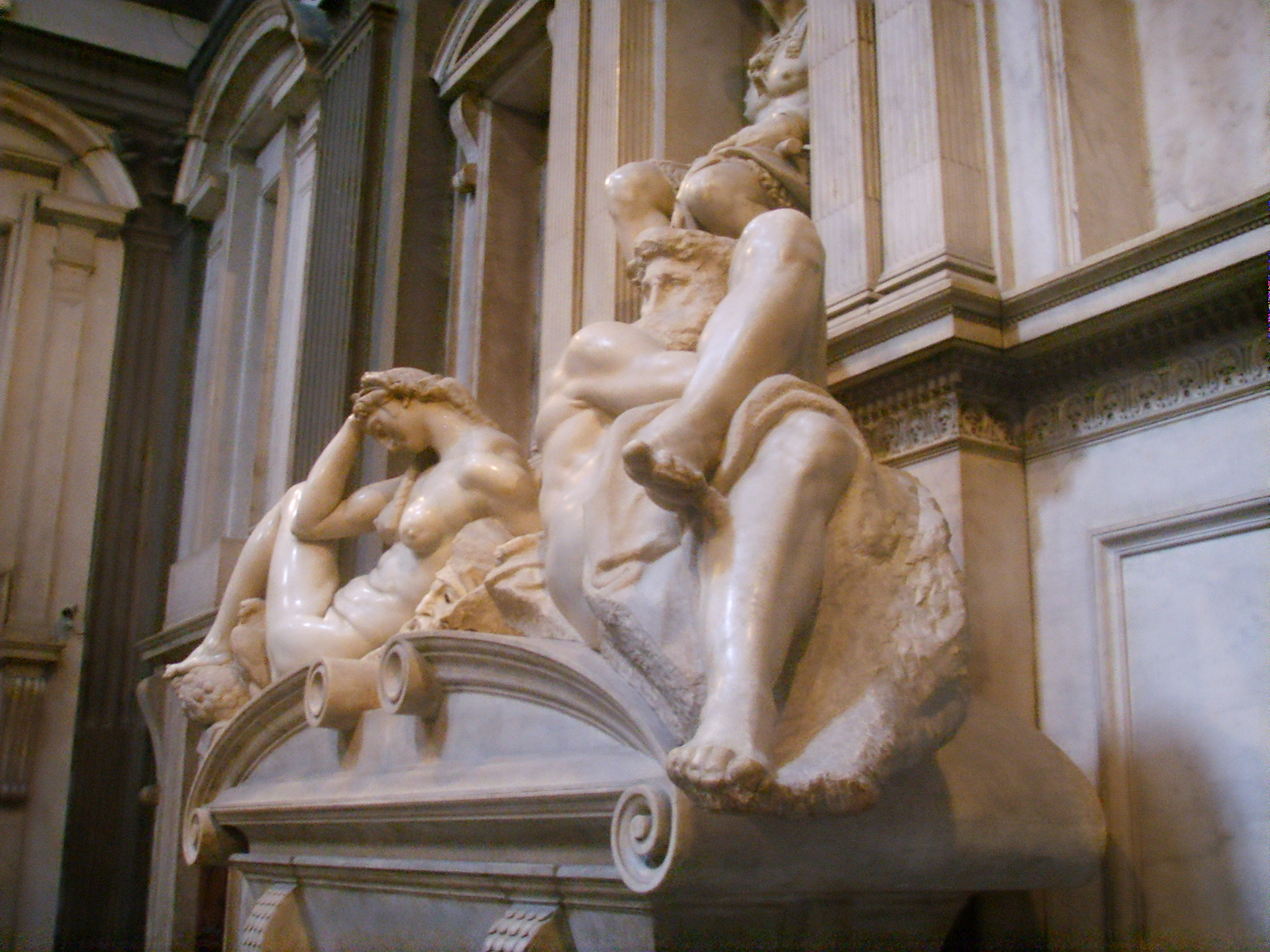
Detalhe do túmulo de Juliano de Médici, Duque de Nemours.

Nas duas paredes laterais estão os sepulcros monumentais dedicados a Juliano, Duque de Nemours e seu sobrinho, Lourenço, Duque de Urbino, mais ou menos contemporâneos de Michelangelo. Inicialmente deveriam ser feitas cinco esculturas por tumba, mas depois se reduziram a três. Para os monumentos fúnebres postos nos dois lados da capela, Michelangelo criou a Alegoria do Tempo, um tema legado à memória, que simboliza o triunfo da família Médici com o transcorrer do tempo.  As quatro figuras da alegoria são colocadas cuidadosamente sobre as sepulturas, aos pés dos duques. A linha elíptica sobre a qual se apóiam é uma invenção michelangiolesca que antecipa as curvas do barroco, como na escada da Biblioteca Medicea Laurenziana e nas arcadas da Ponte da Santíssima Trindade. Para a tumba de Juliano escolheu-se o Dia e a Noite; para a de Lourenço, o Crepúsculo e a Aurora.
Estas esculturas são todas caracterizadas por alongamentos e torções, e foram deixadas voluntariamente incompletas em algumas partes para que qualquer um possa interpretá-las a seu modo. São particularmente belas a posição emblemática do Dia, virado de costas e que mostra apenas uma expressão misteriosa dos olhos e um vulto apenas esboçado, ou o corpo da Noite que representa perfeitamente o abandono durante o sono.  A Aurora parece ter sido retratada no ato de acordar e de compreender, com dor, que os olhos de Lourenço estão fechados para sempre.  As figuras femininas, como acontece também nos afrescos do teto da Capela Sistina, em Roma, têm formas másculas, como costas largas ou flancos musculosos: o corpo masculino em movimento é de fato sujeito recorrente em toda a obra de Michelangelo, mesmo quando se trata de representar as mulheres.
Já os duques foram retratados por Michelangelo sentados em dois nichos sobre as respectivas sepulturas, um de frente para o outro, ambos vestidos como comandantes romanos. Essas esculturas, feitas em detalhe, são idealizadas e não reproduzem fielmente as faces reais, mas expressam fortes características psicológicas (Juliano em postura orgulhosa com o bastão de comando, é altivo e decidido, enquanto Lourenço, em posição pensativa, é melancólico e meditativo). Uma tradição popular conta que a qualquer um que criticasse a pouca semelhança do retrato com a verdadeira face de Juliano, Michelangelo, consciente que sua obra perduraria no tempo, respondia que dali a 10 séculos, ninguém iria notar.
Ambas as estátuas ficam de frente para a parede oposta ao altar, onde Michelangelo colocou uma Nossa Senhora com Jesus no colo (conhecida como a Virgem dos Médicis).  Mantendo o seu resguardo à representação sacra, os duques exprimem a inclinação religiosa do artista, segundo a qual, quando a glória terrena passar, somente a espiritualidade e a religião irão dar consolo às inquietudes do homem.  Em cada lado de Nossa Senhora estão presentes os dois santos protetores da família Médici, São Cosme e São Damião: à direita Cosme, esculpido por Angelo Montorsoli (1537) e à esquerda Damião, por Raffaele da Montelupo (1531).
Defronte ao altar estão sepultados tanto Lourenço, o Magnífico como seu irmão Juliano de Médici, para os quais não houve mais tempo para construir uma sepultura monumental.